# Oscar Comettant
Oscar Comettant (Bordeaux, 18 avril 1819 - Montivilliers, 24 janvier 1898) est compositeur de musique classique, musicologue et voyageur français.

## Biographie
Oscar Jean-Pierre Comettant est le fils de Pierre Oscar Comettant, négociant à Bordeaux, et de Thérèse Klein.
Il étudie le piano et la composition de 1839 à 1843 au Conservatoire de Paris où il se marie le 1er août 1843 à Eulalie Cade, fille de Virgile Cade, commandant de gendarmerie, qui lui donnera quatre enfants :
- Georges, mort jeune à New York en 1855,
- Lucien Comettant (New York 1853-1925), auteur d'une biographie de sa famille, marié en 1878 à Jeanne Mangeot, fille d'un célèbre facteur de pianos,
- Blanche Comettant (Paris 1856) qui se marie en 1876 avec Ernest Lavigne (1845-1881), normalien, historien de l'anarchisme russe,
- Louise Comettant (Paris 1857-Paris 1914), organiste, professeur de musique.

Oscar Comettant entreprend une longue tournée de soliste aux États-Unis de 1852 à 1855.
Il part du Havre le 1er septembre 1852 et arrive à New York le 13. Il visite ensuite les chutes du Niagara, Mammoth Cave, voit le Mississippi, le lac Supérieur, Cedar Creek, etc.
Son circuit commence en steamer sur l'Hudson, le train le mène ensuite d'Albany à Buffalo avec arrêt aux chutes du Niagara. Il passe à Toronto, Kingston, Mille-Isles, Montréal, Québec puis Saratoga et revient à New York où il se repose deux semaines.
Il visite ensuite Philadelphie, Washington, Richmond et Charleston puis séjourne un mois à Mobile dans une plantation de coton. Gagnant La Nouvelle-Orléans, il emprunte le Mississippi et passe à Vicksburg, Memphis et Louisville où il peut observer Mammoth Cave et termine son voyage par Cincinnati et Pittsburgh.
À l'inverse de nombreux voyageurs, Comettant s’intéresse essentiellement à la société et aux institutions américaines ; les grands espaces de la nature l'indifférent. Bien que très détaillés sur la vie politique, les religions, l'éducation et les mœurs américaines, ses ouvrages, où il invente le personnage de l'artiste-peintre français Marcel Bonneau, s'avèrent très romancés.
En 1855, à son retour en France, il devient professeur de musique et tout en composant, travaille comme critique musical au Siècle et au Ménestrel.
Il repart en voyage en 1864 et visite le Danemark puis en juillet 1888, est nommé juré français à l'Exposition universelle de Melbourne où, parti de Marseille le 1er août, il arrive le 6 septembre.
Il visite Lilydale où il rencontre des squatters et des aborigènes et, en octobre 1888, les mines de Ballarat et de Sandhurst. Il parcourt aussi le Great Western où il admire les vignes avant de gagner Sydney pour participer à un banquet-concert (décembre).
Après avoir composé son Salut à Melbourne pour piano, il rentre en France le 28 décembre 1888.

## Publications
- Trois ans aux États-Unis. Étude des mœurs et coutumes américaines, 1858
- Le Nouveau Monde. Scènes de la vie américaine, 1861
- Les Secrets de la mer, nouvelle, 1861
- Physiologie du mal de mer, 1862
- Les Civilisations inconnues, 1863
- L'Amérique telle qu'elle est. Voyage anecdotique de M. Bonneau dans le nord et le sud des États-Unis. Excursion au Canada, 1864
- En vacances, 1864
- Le Danemark tel qu'il est, 1865
- Un Petit rien tout neuf, 1865
- Voyage pittoresque et anecdotique dans le nord et le sud des États-Unis d'Amérique, 1866[2]
- De haut en bas, impressions pyrénéennes, 1868
- Gustave Lambert au Pôle Nord, ce qu'il y va faire, 1868
- De Paris à quelque part, 1869
- Histoires de bonne humeur, 1883
- Au pays des kangourous et des mines d'or. Étude des mœurs et coutumes australiennes, impressions de voyage, 1890

- Prix Lambert 1892 de l'Institut de France
- L'homme et les bêtes, études morales, 1895

## Musicologie
- La Propriété intellectuelle au point de vue de la morale et du progrès, 1857
- Histoire d'un inventeur au XIXe siècle. Adolphe Sax, ses ouvrages et ses luttes, 1860
- Musique et musiciens, 1862[4]
- La musique, les musiciens et les instruments de musique chez les différents peuples du monde, 1869[5]
- Les Musiciens, les philosophes et les gaietés de la musique en chiffres, 1870
- Comédies en quatre lignes, 1875
- Francis Planté, portrait musical à la plume, 1875
- Enseignement du piano. Le Guide-mains W. Bohrer. Notice illustrée de deux dessins, explications et conseils sur l'emploi du Guide-mains W. Bohrer, 1877
- Les Compositeurs illustres de notre siècle : Rossini, Meyerbeer, Mendelssohn, Halévy, Gounod, Félicien David, 1883
- Un Nid d'autographes. Lettres inédites recueillies et annotées par Oscar Comettant, 1885
- La Norvège musicale à Paris, 1889
- Histoire de cent mille pianos et d'une salle de concert, 1890
- La Hollande musicale à Paris, 1891
- La musique de la garde républicaine en Amérique, 1894
- La Musique de chambre, 6 vols., 1894-1898

## Compositions
- Un vieux grognard, intermède fantastique en un acte, paroles de Théophile Mercier (1841)
- L'Aigle !, quadrille impérial avec accompagnement de quatuor, pour piano (1844)
- Faisons-nous belle, boléro, paroles d'Adolphe Favre (1844)
- Oh ! si tu le voulais !, romance, paroles de Louise Colet (1844)
- Un rayon de Dieu, mélodie, paroles d'Adolphe Favre (1844)
- Le Chant de la syrène, mélodie, paroles d'Alfred Des Essarts (1846)
- Jeanne d'Arc, scène et air, paroles d'Alfred des Essarts (1846)
- La Plainte d'Ariane, mélodie dramatique pour soprano, paroles d'Alfred des Essarts (1846)
- La Danse au bois, chansonnette, paroles d'Adolphe Favre (1848)
- Marinetta la fiancée, barcarolle, paroles d'Adolphe Favre (1848)
- L'Exilée au Texas, mélodie (1849)
- Raphaël au tombeau de Julie, mélodie (1849)
- Élégie pour piano et violon, Op. 35 (1850)
- Fantaisie de concert pour piano et violon, Op. 33 (1850)
- Andante, scherzo et final pour piano. Op. 48 (1851)
- École mélodique du jeune pianiste, 12 études récréatives pour former les élèves au style expressif et chantant, op. 55 (1851)
- Fantaisie brillante pour piano sur l'Enfant Prodigue, de D. F. E. Auber, Op. 56 (1851)
- God Save the queen, caprice pour piano. Op. 39 (1851)
- Une nuit à Smyrne, fantaisie orientale pour piano. op. 42 (1851)
- Les Petits Oiseaux, trois valses faciles pour le piano (1851)
- Rule Britannia, fantaisie pour piano (1851)
- Souvenir de Gisors, valse pour le piano (1851)
- Casilda, petite fantaisie pour piano pour les petites mains. Op. 60 (1852)
- Fantaisie brillante sur le Juif errant, de F. Halévy, pour le piano. op. 63 (1852)
- Fantaisie sur l'opéra Mosquita la Sorcière, de X Boisselot, pour piano. Op. 58 (1852)
- Le Troubadour du Pérou, huit romances espagnoles (1852)
- La Vision, polka mazurka pour piano (1852)
- Chanson de l'Oncle Tom, étude, piano (1856)
- Appassionato, nouvelle étude de salon pour piano (1856)
- Choral américain, varié pour piano (1856)
- Élan du cœur, étude pour piano (1856)
- Rêverie harmonieuse, étude pour piano (1856)
- Sur le lac, étude pour piano (1856)
- Banjo, caprice, piano (1857)
- L'Amazone, polka pour le piano (1857)
- Le Cor de chasse, polka pour le piano (1857)
- Edda !, polka-mazurka pour le piano (1857)
- Églantine !, schottisch pour le piano (1857)
- La Fin du bal !, galop pour le piano (1857)
- La Noce au village, quadrille pour le piano (1857)
- Nymphe des nuits, valse pour le piano (1857)
- L'Inconstance !, grande valse de salon pour piano (1860)
- Un ballo in maschera, opéra de Verdi, caprice de Salon pour piano (1861)
- Tantum ergo pour voix de baryton ou mezzo-Soprano (1861)
- Le Traîneau !, valse pour piano (1861)
- Alceste, opéra de Gluck, scène du Temple arrangée pour piano (1862)
- Les Nuits de Bohème, marche caractéristique pour le piano (1863)
- La Gamme des amours, variations sur un thème connu (1863)
- Metz. Hymne de Gaston Hirsch (1871)
- Alsace et Lorraine, marche, piano (1872)
- Heures d'harmonie, petites pièces pour piano (1873)
- La beauté provençale, valse, piano (1876)
- La Sympathie, valse sentimentale, Op.162 (1879)
- Berceuse, piano (1888)
- Chœur nocturne, nocturne, piano (1888)
- Scherzetto pastoral, piano (1888)
- Impromptu-Caprice, piano (1888)
- Simplesse, piano (1888)
- Bergerie !, chœur pour deux voix de femmes, avec accompagnement de piano, paroles de Oscar Comettant, musique de Renaud-Maury (1888)
- Villanelle rythmique, piano (1888)
- Salut à Melbourne !, piano (1889)
- Bagatelle, paroles et musique (1889)
- Le Sydney, chant maritime (avec chœur ad libitum) (1889)
- Les cinq cousines, piano (1890)
- Allegro de salon, piano (1892)
- Le Petit Trianon, piano (1892)
- Impromptu, piano (1892)
- Rondeau villageois, piano (1892)
- Menuet, piano (1892)
- Christina !, polka mazurka composée pour le piano (1892)
- Aux absents, piano (1898)
- Impressions d'une nuit d'été, piano (1898)
- La permission des quintes, piano (1898)
- Trois Méditations musicales pour piano (1898)
- Eoline, piano. Op. 37 (1907)
- Six études de salon, piano. Op. 32 (non datées)
- Fantaisie caprice pour piano sur Zerline ou la Corbeille d'oranges, de D. F. E. Auber. Op. 57 (non datée)
- Le Pardon de Ploërmel, de Meyerbeer, transcription-fantaisie pour piano (non datée)